# Judith Vindevogel
Judith Vindevogel is een Belgisch sopraanzangeres. Daarnaast is ze ook oprichter en algemeen directeur van Walpurgis. Ze is medestichter van Leporello.

## Achtergrond
Judith Vindevogel studeerde dans aan het Stedelijk instituut voor Ballet te Antwerpen, Filosofie aan de Vrije Universiteit van Brussel en theater aan de Studio Herman Teirlinck te Antwerpen.
Vindevogel was te gast in de Koninklijke Muntschouwburg (Brussel), de Vlaamse Opera (Antwerpen), het Landestheater Salzburg, Staatsoper Unter den Linden, het Festival für Alte Musik Innsbruck en de Nederlandse Opera Amsterdam.
Ze werkte samen met dirigenten: Sylvain Cambreling, René Jacobs en Reinbert de Leeuw; operaregisseurs als Pierre Audi, Harry Kümmel, Guy Joosten, Herbert Wernicke, Nicholas Muni en Ernst Theo Richter; solisten en ensembles als Marcus Groh, het Ictus Ensemble en het Nouvel Ensemble Moderne.
Vindevogel was ook als gastdocente verbonden aan het Koninklijk Conservatorium Luik, De Hogeschool voor Dramatische Kunst, Muziek en Dans Antwerpen en P.A.R.T.S.

### Podiumproducties:[1]
- 1976: De wolf en de zeven geitjes
- 1985: The Turn of the Screw
- 1986: Herz und Schmerz
- 1987: Mignon
- 1989: Kristus wordt weer gekruisigd
- 1991: Die Zauberflöte
- 1991: Saterzang - Antigone
- 1992: La Calisto
- 1993: De oplosbare vis
- 1994: Harawi
- 1995: Le nozze di Figaro
- 1995: Ein Ziechen sind wir, deutunglos
- 1997: Charms
- 1998: Alles is er - sindsdien val ik.
- 1998: Lemmingen
- 1999: De kleine zeemirmin
- 1999: Te paard
- 2001: De helling van de oude wijven
- 2002: Max. T
- 2002: Ein Abend in Wien (De vrucht van hun arbeid)
- 2002: One two...three?
- 2003: Waar is thuis en hoe kom ik daar
- 2003: De Fladdermuis
- 2004: De beste tijd om te vliegen
- 2005: Don Giovanni
- 2005: De noces
- 2005: Volk
- 2005: Speelt!
- 2005: Il combattimento di Tancredi e Clorinda
- 2006: 2&1
- 2006: Falstaff
- 2006: Stom paard
- 2007: Trinity Trip
- 2007: De Noces/svadebka/de bruiloft
- 2007: Winterverlijf
- 2008: Zilke - dood en ontwaken
- 2010: Prins Tuandot
- 2010: Haven 010
- 2010: Want zo was het nog nooit
- 2011: BDE
- 2013: Mirus, Mira, Mirum!
- 2013: Platée, librettolezing #8
- 2013: Tanto Amore
- 2013: Café Bohème.
- 2014: Daphne, lecture de livret #9
- 2014: Жук - een lofzang op het kind
- 2014: The Medium - reconstruction of a murder
- 2015: Fidelio
- 2016: Mitridate, librettolezing #11

- Library of Congress Control Number: no95018268
- MusicBrainz: 3eb7d184-f359-44be-a28e-ebc3461496c1
- Nationale Bibliotheek van Israël: 987007407743805171
- Virtual International Authority File: 27278788
- WorldCat: E39PBJbtt9h7rykvRDTpH8jKVC